# كنيسة القديس ليودجر(لوسيرن)

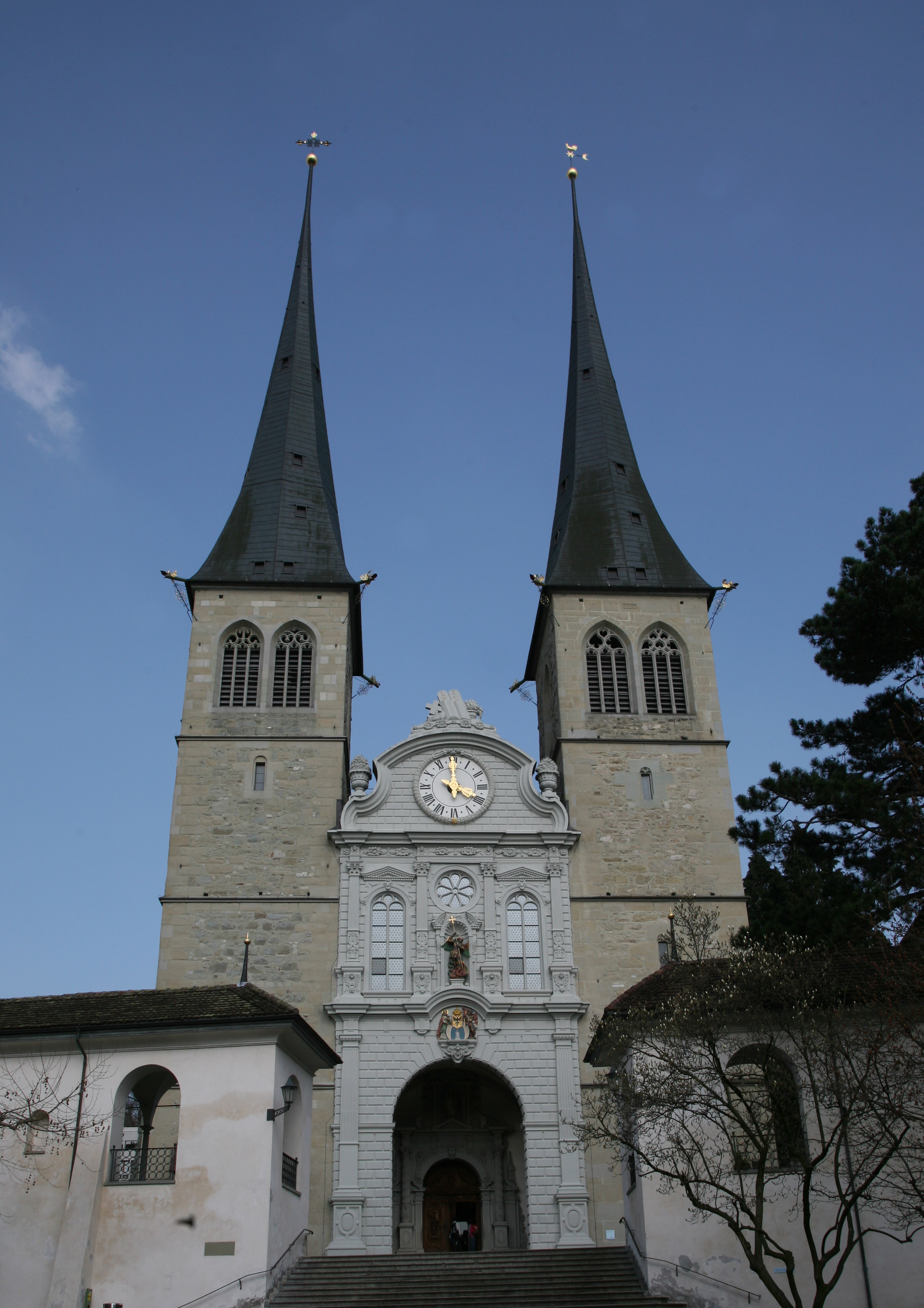
كنيسة القديس ليودجر في لوسيرن السويسرية

كنيسه القديس ليودجر تعتبر أهم كنيسة وكذلك أهم معلم سياحي بمدينه لوسيرن بسويسرا.

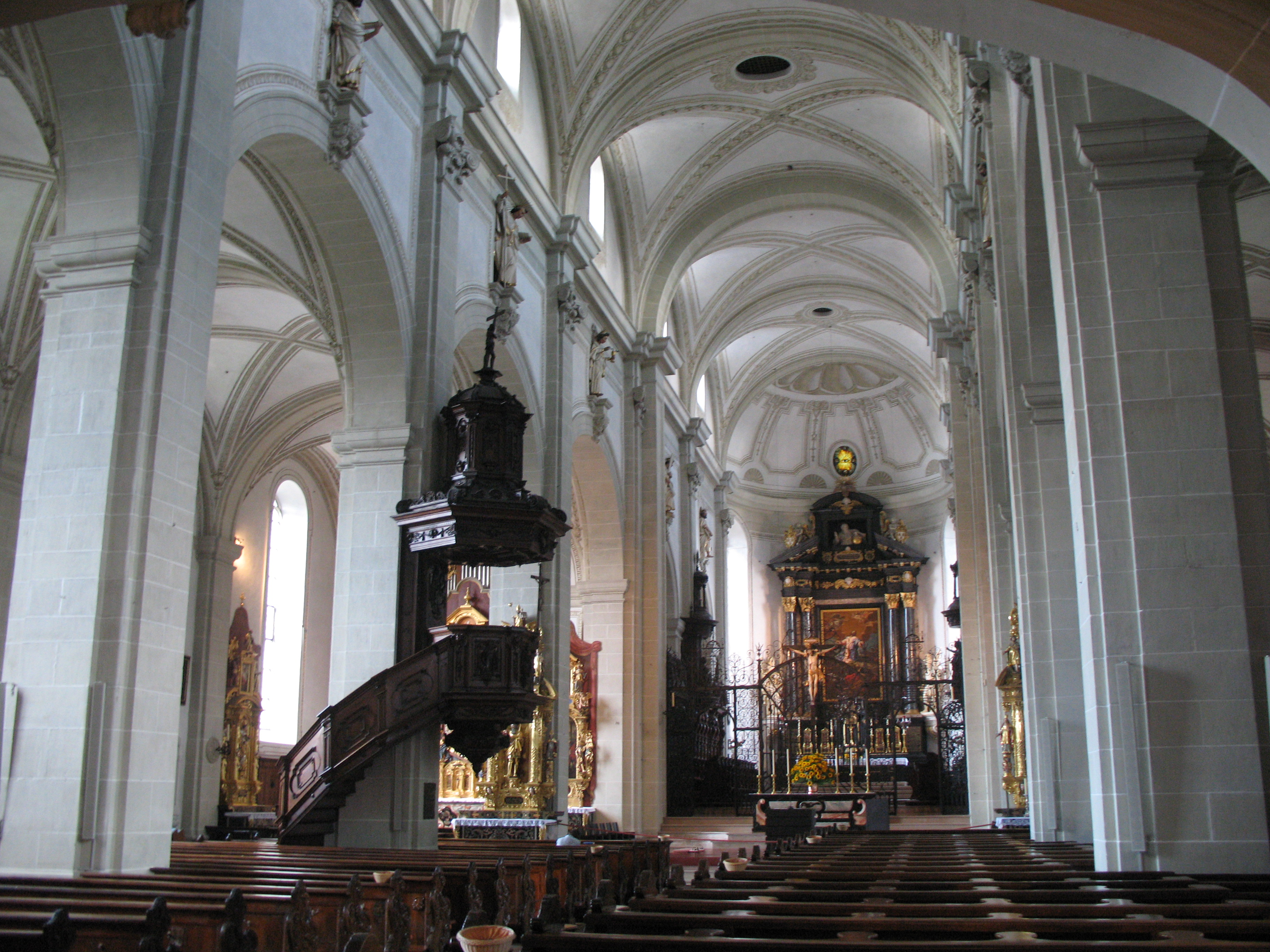
الكنيسة من الداخل

تم بناء هذه الكنيسة من العام 1633 حتى العام 1639 علي الأساس المتبقي من الكاتدرائيه الرومانيه التي حرقت في عام 1633. هذه الكنيسة كانت واحده من الكنائس القليله التي تم بناؤها شمال جبال الألب خلال حرب الثلاثين عاما وواحدة من أكبر الكنائس واكثرها امتلاءاً بالفن التاريخي للكنائس في أواخر فترة عصر النهضة الألماني.

## تاريخ الكنيسة

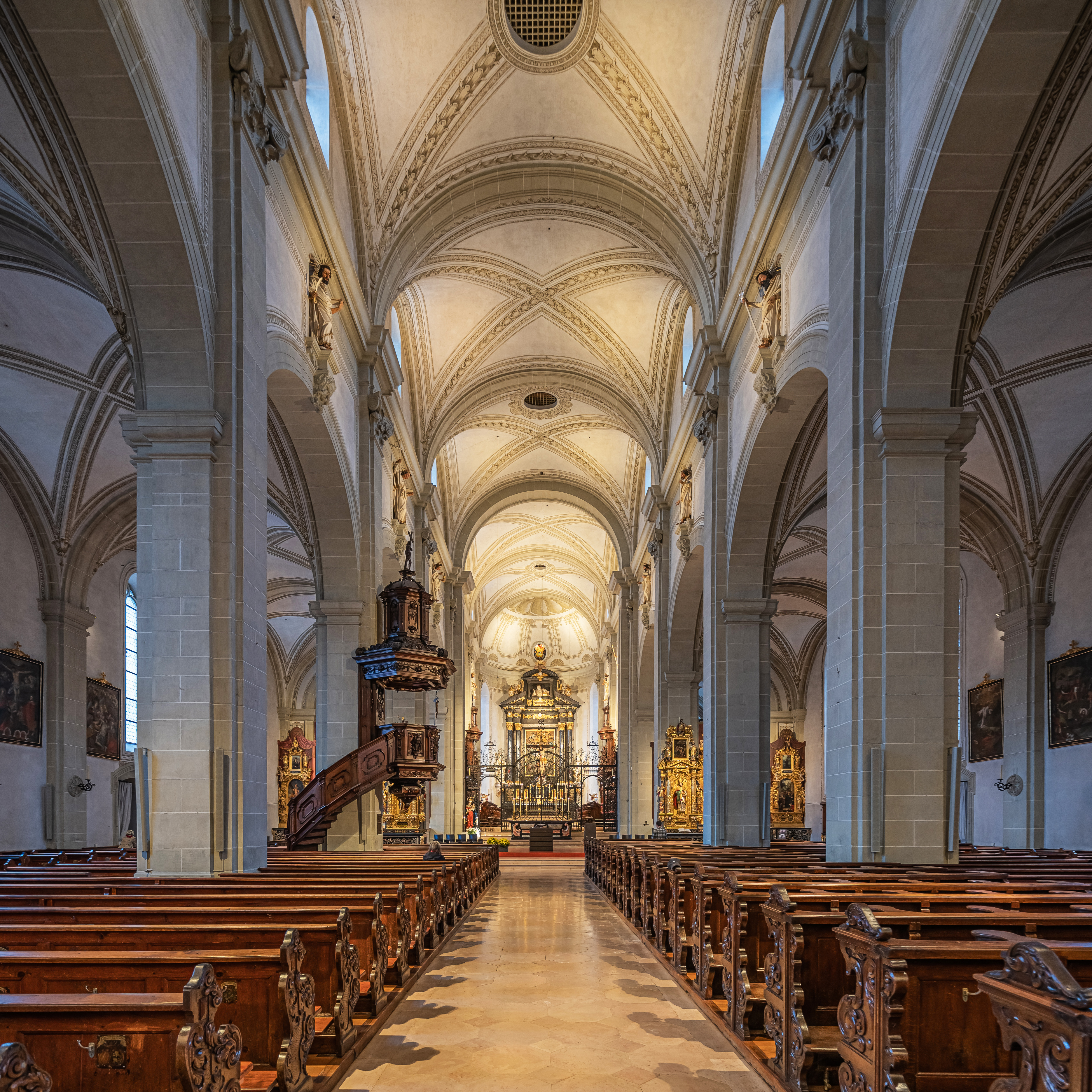
كنيسة القديس ليوديجار في لوسيرن، سويسرا

في القرن الثامن كان يوجد دير للقديس موريس في نفس مقر الكنيسة الحالي، تبرع به بيبان القصير.
في القرن الثاني عشر كان الدير تحت سيطرة دير مروباش والذي كان رئيسه القديس ليودجر.
في عام 1291 تم بيع الدير لعائلة (هابسبرج).وفي عام 1433 مدينة لوسيرن-والتي لم تعد تابعه للاتحاد الألماني- أصبحت تتحكم في الدير، وفي عام 1955 تم تحويله من نظام البيندكتيه الي كنسية عالميه.
لقد مر الدير بذروته اثناء اعاده بنائه، حيث ان لوسيرن أصبحت مدينه بارزه في
الاتحاد السويسري الكاثوليكي.والرسول الباباوي-الذي اتخذ لوسيرن مقراً-
استخدم الكنيسة ككاتدرائية له خلال ذلك الوقت.
وفي عام 1874 تم بناء كنيسة القديس ليودجر وبذلك أصبحت في نفس الوقت كنيسة ابرشية –رعويه- وكنيسة رهبنه حتى الآن.